# Landseer ECT
De Landseer ECT is een wit-zwart hondenras, verwant aan de newfoundlander. ECT staat voor Europees Continentaal Type.

## Geschiedenis
Het ras wordt herleid tot honden die eind 18e en begin 19e eeuw in Engeland geïmporteerd werden vanuit de Kolonie Newfoundland, wat hedendaags een gebied aan de oostkust van Canada is. In deze dieren moeten kenmerken van Europese berghonden en op waterwild gerichte jachthonden vermengd zijn geweest. Mogelijk hebben ook indiaanse honden een bijdrage geleverd. Naar verluidt werden de honden in Newfoundland gebruikt als trekdier en voor het binnenhalen van visnetten en het redden van drenkelingen.
In Engeland werden deze dieren verder ontwikkeld tot de labrador en de newfoundlander. De steeds groter gefokte newfoundlander werd in de eerste helft van de 19e eeuw zeer populair, mede door de afbeeldingen die de populaire victoriaanse kunstenaar Edwin Landseer ervan maakte. Landseer had een voorliefde voor de wit-zwarte variëteit, die later zijn naam is gaan dragen.
Al vroeg werd er gediscussieerd over de vraag of de zwarte newfoundlander en de wit-zwarte Landseer tot hetzelfde ras gerekend moesten worden. In Engeland werd met de standaard van 1886 bepaald dat er geen andere verschillen tussen de variëteiten zouden mogen bestaan dan de kleur. Een regel die daar tot op de dag van vandaag van kracht is.
In continentaal Europa werd na de Tweede Wereldoorlog echter opnieuw over dit vraagstuk gesproken, ook in Nederland. Als gevolg daarvan werd in 1960 door de FCI de wit-zwarte variëteit als apart ras erkend onder de naam Landseer ECT. Er zijn dus wit-zwarte newfoundlanders (Landseers) en Landseers ECT. Deze honden lijken veel op elkaar, het meest genoemde verschil is dat de Landseer ECT wat hoger op de benen staat. Zwitserland en Duitsland zijn gezamenlijk verantwoordelijk voor de rasstandaard.

## Kenmerken

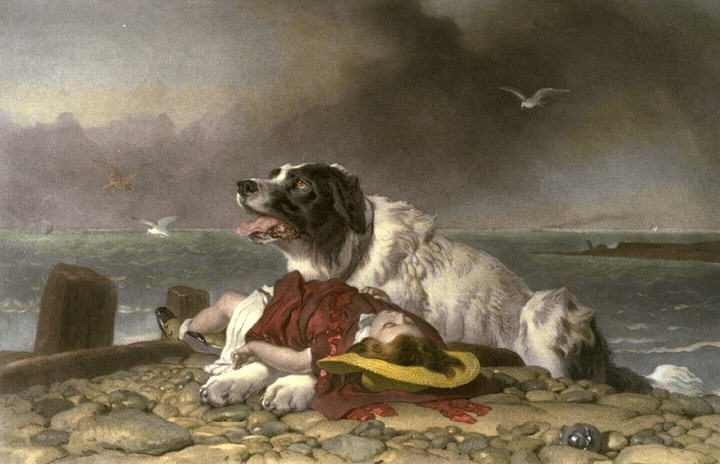
Een hond heeft iemand gered op dit schilderij van Edwin Landseer

De  Landseer  ECT is een grote en sterke hond. Hij heeft een brede kop met een stop die duidelijk is, maar minder geprononceerd dan bij de sint-bernard. De voorsnuit is vierkant, de lippen droog. De neus is zwart, de ogen bruin en diepliggend. De middelgrote oren met ronde punten liggen dicht tegen de wangen.
Het ras heeft een brede nek zonder grote wammen. De rug is recht en breed, de lendenen en het kruis zijn zeer gespierd en de borst is diep. De staart hangt af tot onder het spronggewricht. De benen zijn zwaar en sterk, de ellebogen sluiten aan bij de onderlijn van de borstkas. De voeten zijn tussen de tenen voorzien van zwemvliezen.
Hij bezit lang glad haar met een dichte ondervacht die niet snel nat wordt. Het lichaam is wit met zwarte platen, maar hals, borst, buik, benen en staart moeten wit zijn. Meer zwart vinden we aan het hoofd, maar een witte snuit en bles zijn gewenst.
Een reu heeft een schofthoogte van 72-80 cm, een teef van 67-72 cm. Het gewicht ligt tussen de 50 en 68 kg.

## Karakter
Een landseer is onafhankelijk, sterk en intelligent. Hij is geschikt als gezelschapshond, maar door zijn krachtige bouw kan hij (niet legaal) ook worden gebruikt voor het trekken van een kar of last. Zijn aard is nog altijd die van de vissershond uit Newfoundland, daarom moet hij geregeld het water in.